# Moulin à vent de Tue-Loup
Le moulin à vent de Tue-Loup est un moulin à vent situé à Saint-Julien-de-Concelles, en France.

## Localisation
Le moulin à vent est situé sur la commune de Saint-Julien-de-Concelles, dans le département de la Loire-Atlantique.

## Historique
Le monument est édifié durant la seconde moitié du XIXe siècle. Au XXIe, il est désaffecté.
Il est inscrit au titre des monuments historiques en 1979.